# سوبر جي

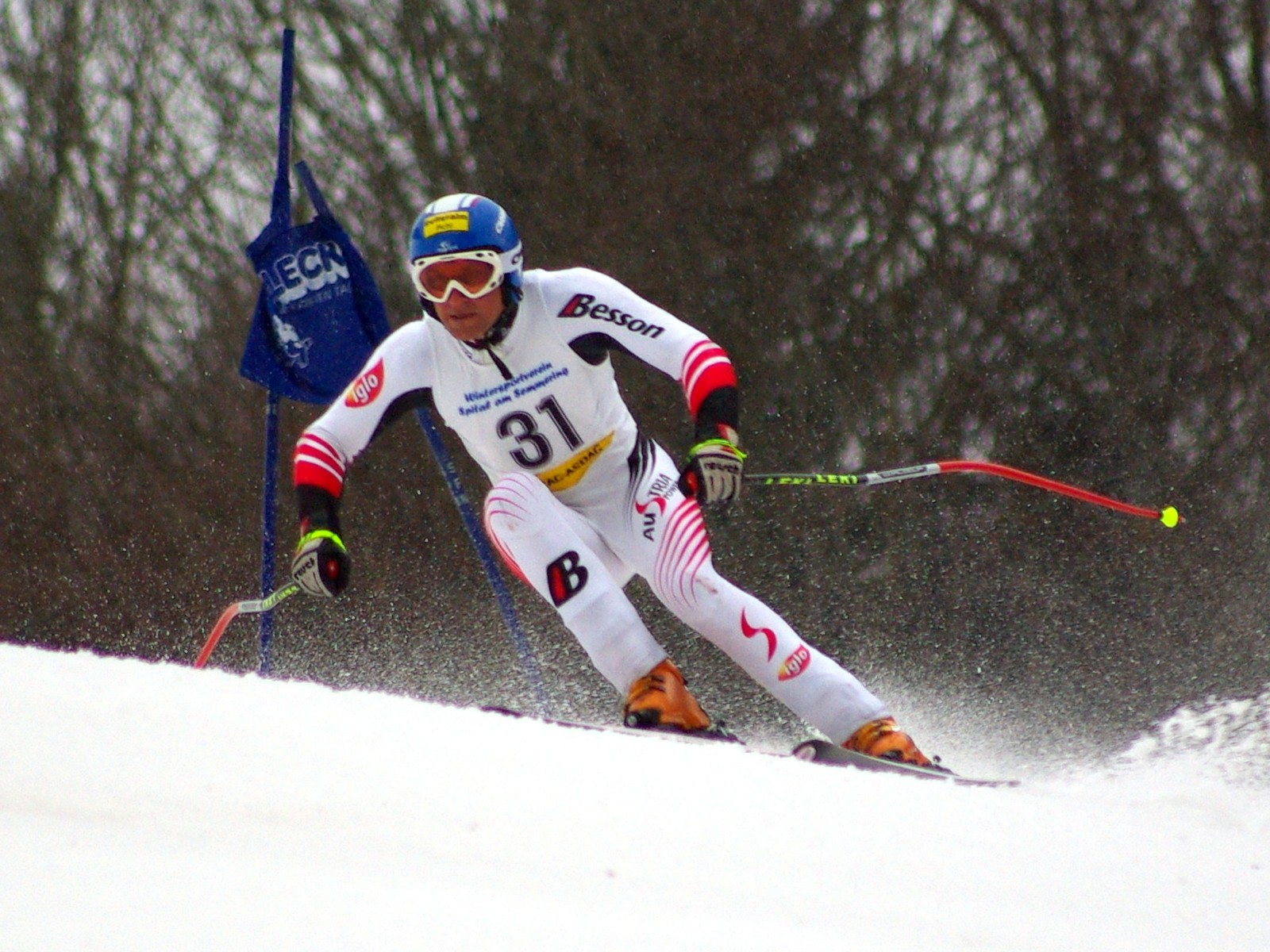
تزلج سوبر جي

سوبر جي (بالإنجليزية: Super-G)‏ هي رياضة تزلج، تعتبر واحدة من أسرع أنواع التزلج على الثلج مع داونهيل. وتعتبر من الألعاب الأولمبية الشتوية.